# ارادتمند، جانی دالر
ارادتمند، جانی دالر (به انگلیسی: Yours Truly, Johnny Dollar) نام مجموعه نمایش‌های رادیویی بود که از سال ۱۹۴۹ تا ۱۹۶۲ از رادیوهای شبکه رادیویی سی‌بی‌اس آمریکا پخش می‌شد. شخصیت اول این مجموعه جانی دالر، کارآگاه شرکت بیمه بود. از این مجموعه ۸۱۱ قسمت پخش شد.
جلال نعمت اللهی این برنامه ها ترجمه کرد که در رادیو ایران روزهای چهارشنبه در ساعت هشت و نیم شب پخش میشد.
نویسنده: جک نویمن با نام مستعار جک جانستون
موزیک متن: فینلاندیا، اثر ژان سیبلیوس فنلاندی